# Oropolí (kommun)
Oropolí är en kommun i Honduras.   Den ligger i departementet El Paraíso, i den södra delen av landet, 50 km sydost om huvudstaden Tegucigalpa. Antalet invånare är 5 275.